# Capim-adancaá
O Capim-adancaá (Panicum trichanthum) é uma erva forrageira, da família das gramíneas, nativa do Brasil, dos estados do Amazonas até o Piauí e Goiás. Tal espécie possui folhas lineares e inflorescências em amplas panículas; os rizomas são aromáticos, excitantes, diuréticos e emolientes. Também é conhecido simplesmente pelo nome de capim-mimoso ou andacaá.